# 毛板桥水库
毛板桥水库也称沙桥水库，是中国云南省楚雄彝族自治州南华县境内的一座水库，位于沙桥镇以西15千米的龙川江上。水库于1956年3月开工，1977年7月完工。2002年6月进行除险加固，2005年8月竣工。水库控制流域面积216.8平方千米，总库容2083万立方米，兴利库容1820万立方米，正常蓄水位1911.29米，相应水面面积2.12平方千米。大坝为均质土坝，最大坝高22.3米，坝顶长109米。毛板桥水库以防洪、灌溉为主，兼有水产养殖和旅游等功能。设计洪水标准为100年一遇，保护下游南华县和楚雄市区。有效灌溉面积为1600公顷。水库养鱼水面2.83平方公里。杭瑞高速公路（G56）从水库北岸经过，并在岸边设有毛板桥服务区，服务区建有观景平台。